# Daniele Dublino
Daniele Dublino (Roma, 1º luglio 1945) è un attore italiano.

## Biografia
Attore cinematografico e televisivo, ha debuttato sul grande schermo nel 1969, nel ruolo di "Femio" in Sotto il segno dello scorpione, diretto dai fratelli Taviani. Durante gli anni settanta, ha recitato in diversi film di genere poliziesco e thriller all'italiana.

## Filmografia parziale

### Cinema
- Sotto il segno dello scorpione, regia di Paolo e Vittorio Taviani (1969)
- La battaglia del Sinai, regia di Maurizio Lucidi (1969)
- Lettera aperta a un giornale della sera, regia di Francesco Maselli (1970)
- Corbari, regia di Valentino Orsini (1970)
- Olimpia agli amici, regia di Adriano Aprà (1970)
- La tarantola dal ventre nero, regia di Paolo Cavara (1971)
- L'arciere di fuoco, regia di Giorgio Ferroni (1971)
- La corta notte delle bambole di vetro, regia di Aldo Lado (1971)
- Un'anguilla da 300 milioni, regia di Salvatore Samperi (1971)
- L'udienza, regia di Marco Ferreri (1972)
- Lo scopone scientifico, regia di Luigi Comencini (1972)
- Don Camillo e i giovani d'oggi, regia di Mario Camerini (1972)
- Un amore così fragile così violento, regia di Leros Pittoni (1973)
- Zanna Bianca, regia di Lucio Fulci (1973)
- Il colonnello Buttiglione diventa generale, regia di Mino Guerrini (1974)
- Non toccare la donna bianca, regia di Marco Ferreri (1974)
- Il saprofita, regia di Sergio Nasca (1974)
- La città sconvolta: caccia spietata ai rapitori, regia di Fernando Di Leo (1975)
- Italia a mano armata, regia di Marino Girolami (1976)
- Uomini si nasce poliziotti si muore, regia di Ruggero Deodato (1976)
- Kakkientruppen, regia di Marino Girolami (1977)
- Ritornano quelli della calibro 38, regia di Giuseppe Vari (1977)
- Cosmo 2000 - Battaglie negli spazi stellari, regia di Alfonso Brescia (1978)
- Il mondo porno di due sorelle, regia di Franco Rossetti (1978)
- Panagulis vive, regia di Giuseppe Ferrara (1980) - versione per il cinema
- Notturno, regia di Giorgio Bontempi (1983)
- Il caso Moro, regia di Giuseppe Ferrara (1986)
- Donne con le gonne, regia di Francesco Nuti (1991)
- Vacanze di Natale '91, regia di Enrico Oldoini (1991)

### Televisione
- Oltre il duemila – miniserie TV (1971)
- San Michele aveva un gallo – film TV (1972)
- Così per gioco – miniserie TV (1979)
- Illa: Punto d'osservazione, regia di Daniele D'Anza – miniserie TV (1981)
- Panagulis vive, regia di Giuseppe Ferrara – miniserie TV, 4 episodi (1982)
- Caccia al ladro d'autore – miniserie TV (1985)

## Doppiatori italiani
- Gianni Marzocchi in Corbari, Italia a mano armata
- Claudio Sorrentino in Lo scopone scientifico
- Pino Locchi in La città sconvolta: caccia spietata ai rapitori
- Gianfranco Bellini in Uomini si nasce poliziotti si muore